# Internationale Filmfestspiele von Cannes 1992
Die 45. Internationalen Filmfestspiele von Cannes 1992 fanden vom 7. Mai bis zum 18. Mai 1992 statt.

## Wettbewerb
Im Wettbewerb des diesjährigen Festivals wurden folgende Filme gezeigt:
| Filmtitel                  | Regisseur            | Produktionsland                                                                                  | Darsteller (Auswahl)                                            |
| Am Ende eines langen Tages | Terence Davies       | Großbritannien                                                                                   |                                                                 |
| Basic Instinct             | Paul Verhoeven       | USA, Frankreich                                                                                  | Michael Douglas, Sharon Stone                                   |
| Die besten Absichten*      | Bille August         | Schweden, Deutschland, Großbritannien, Italien, Frankreich, Dänemark, Finnland, Norwegen, Island | Samuel Fröler, Pernilla August, Max von Sydow                   |
| Casanovas Rückkehr         | Édouard Niermans     | Frankreich                                                                                       | Alain Delon                                                     |
| Crush                      | Alison MacLean       | Neuseeland                                                                                       | Marcia Gay Harden                                               |
| Gestohlene Kinder          | Gianni Amelio        | Italien, Schweiz, Deutschland, Frankreich                                                        | Enrico Lo Verso                                                 |
| Hyänen                     | Djibril Diop Mambéty | Senegal                                                                                          |                                                                 |
| Léolo                      | Jean-Claude Lauzon   | Frankreich, Kanada                                                                               |                                                                 |
| Das Licht des Quittenbaums | Víctor Erice         | Spanien                                                                                          | Dokumentarfilm                                                  |
| Luna Park                  | Pawel Lungin         | Russland, Frankreich                                                                             | Oleg Borissow, Andrei Gutin, Natalja Jegorowa, Nonna Mordjukowa |
| L’oeil qui ment            | Raúl Ruiz            | Frankreich, Portugal                                                                             | John Hurt                                                       |
| The Player                 | Robert Altman        | USA                                                                                              | Tim Robbins, Greta Scacchi, Fred Ward                           |
| Die Reise                  | Pino Solanas         | Argentinien, Mexiko, Spanien, Frankreich, Großbritannien                                         |                                                                 |
| Sanfte Augen lügen nicht   | Sidney Lumet         | USA                                                                                              | Melanie Griffith                                                |
| Simple Men                 | Hal Hartley          | Italien, Großbritannien, USA                                                                     | Robert John Burke, Bill Sage                                    |
| Ein Tag und eine Nacht     | Mehdi Charef         | Frankreich                                                                                       | Laure Duthilleul, Claire Nebout, Maria Schneider                |
| Twin Peaks – Der Film      | David Lynch          | Frankreich, USA                                                                                  | Sheryl Lee, Ray Wise, Mädchen Amick                             |
| Ein unabhängiges Leben     | Witali Kanewski      | Russland, Frankreich, Großbritannien                                                             |                                                                 |
| Von Mäusen und Menschen    | Gary Sinise          | USA                                                                                              | John Malkovich, Gary Sinise                                     |
| Die Wache                  | Arnaud Desplechin    | Frankreich                                                                                       | Emmanuel Salinger                                               |
| Wiedersehen in Howards End | James Ivory          | Großbritannien, Japan                                                                            | Emma Thompson, Anthony Hopkins, Vanessa Redgrave                |

* = Goldene Palme

## Internationale Jury
In diesem Jahr war der französische Schauspieler Gérard Depardieu Jurypräsident. Er stand einer Jury mit folgenden Mitgliedern vor: Pedro Almodóvar, John Boorman, René Cleitman, Jamie Lee Curtis, Carlo Di Palma, Nana Dschordschadse, Lester James Peries, Serge Toubiana und Joële Van Effenterre.

## Preisträger

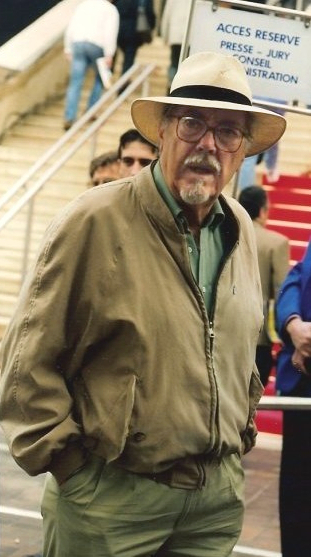
Robert Altman gewann den Preis für die beste Regie

- Goldene Palme: Die besten Absichten
- Großer Preis der Jury: Gestohlene Kinder
- Sonderpreise der Jury: Ein unabhängiges Leben und Das Licht des Quittenbaums
- Bester Schauspieler: Tim Robbins in The Player
- Beste Schauspielerin: Pernilla August in Die besten Absichten
- Bester Regisseur: Robert Altman für The Player
- Goldene Kamera – Bester Debütfilm: John Turturro für Mac
- Technikpreis: Pino Solanas für Die Reise
- Jubiläumspreis zum 45. Filmfestival: Wiedersehen in Howards End

## Weitere Preise
- FIPRESCI-Preis: Das Licht des Quittenbaums
- Preis der Ökumenischen Jury: Gestohlene Kinder